# Syndyoceras
Syndyoceras byl rod sudokopytníků, který žil ve vnitrozemí Severní Ameriky v období miocénu. Typový druh Syndyoceras cooki popsal roku 1905 Erwin Hinckley Barbour z University of Nebraska. Vzhledem a způsobem života syndyoceras připomínal jeleny, dosahoval délky okolo 1,5 metru a váhy okolo 60 kg. Měl kly podobně jako kabar, sloužící patrně k vyhrabávání kořínků, rozšířené nozdry jako sajga tatarská a dva páry kostěných rohů pokrytých kůží, jeden před očima a druhý za očima. Samci měli rohy podstatně větší než samice, předpokládá se, že jim sloužily k soubojům v období říje.